# Jaakko Kailajärvi
Jaakko Rafael Kailajärvi (* 1. Juli 1941 in Tampere) ist ein ehemaliger finnischer Gewichtheber. Er gewann bei internationalen Meisterschaften mehrere Medaillen und erzielte 1962 zwei Weltrekorde im Reißen.

## Werdegang
Jaakko Kailajärvi begann im Alter von zehn Jahren mit dem Gewichtheben, betätigte sich als Jugendlicher daneben aber auch noch als Skiläufer, Leichtathlet und Fußballspieler. Im Alter von 16 Jahren konzentrierte er sich aber ganz auf das Gewichtheben. Er wurde dazu Mitglied des Sportvereins Tampereen Kisaveikkot, später von Tampereen Pyrintö. Seine zwei älteren Brüder Jorma und Jouni waren ebenfalls Gewichtheber, von denen Jouni, wie er, internationales Format erreichte.
Im Alter von 18 Jahren erzielte Jaakko Kailajärvi 1959 als Mittelgewichtler 345 kg im olympischen Dreikampf. Ein Jahr später, 1960, wurde er erstmals finnischer Meister bei den Senioren und erzielte dabei im Mittelgewicht 360 kg (100-117,5-142,5). Dabei verwies er seinen 5 Jahre älteren Bruder Jorma mit 355 kg auf den 2. Platz.
Am 1. Januar 1962 führte der internationale Gewichtheber-Verband erstmals Weltrekorde für Junioren ein. Dabei wurden drei Leistungen von Jaakko Kailajärvi als Weltrekorde anerkannt und zwar 132,5 kg im Reißen, 162,5 kg im Stoßen und 400 kg im olympischen Dreikampf.
1962 belegte er bei der Welt- und Europameisterschaft in Budapest im Leichtschwergewicht mit 440 kg (122,5-145-172,5 kg) in der Weltmeisterschaftswertung den 4. und in der Europameisterschaftswertung den 3. Platz. Bei dieser Gelegenheit erzielte er im Reißen mit 146,5 kg einen neuen Weltrekord bei den Senioren. Dies war schon sein zweiter Weltrekord, den ersten hatte er am 7. Januar 1962 in Erajarvi mit 143,5 kg aufgestellt.
In den Jahren 1962 bis 1964 wurde Jaakko Kailajärvi finnischer Meister im Leichtschwergewicht und verwies dabei jeweils Kaarlo Kangasniemi, den späteren Olympiasieger, auf den 2. Platz.
1964 startete er bei den Olympischen Spielen in Tokio im Leichtschwergewicht, kam dort aber im Leichtschwergewicht mit 435 kg (125-140-170) nur auf den 9. Platz. Eine bessere Platzierung erreichte er bei der Weltmeisterschaft 1965 in Teheran, wo er im Mittelschwergewicht mit 440 kg den 7. Platz belegte. 1966 und 1967 war er häufig verletzt und konnte kaum starten. 1968 war er aber wieder in guter Form und erreichte im Mittelschwergewicht sowohl bei der Europameisterschaft in Leningrad, als auch bei den Olympischen Spielen in Mexiko-Stadt den hervorragenden 5. Platz. Seine Leistungen waren dabei 472,5 kg bzw. 485 kg im olympischen Dreikampf.
1971 erzielte Jaakko Kailajärvi beim Baltic-Cup in Lübeck mit 495 kg (152,5-152,5-190) im Olympischen Dreikampf seine beste Leistung, die er bei der Europameisterschaft 1972 in Constanța wiederholte. Dort kam er auf den 5. Platz im Mittelschwergewicht. In München nahm er 1972 zum dritten Mal an Olympischen Spielen teil und erreichte mit 487,5 kg im Mittelschwergewicht den 8. Platz.
Nach der Abschaffung des Drückens durch den internationalen Gewichtheber-Verband ab dem 1. Januar 1973 erreichte er als Athlet, der seine Stärken im Reißen und Stoßen hatte, bei den Europameisterschaften 1973 in Madrid und 1974 in Verona noch einmal jeweils den 5. Platz. Bei der Weltmeisterschaft 1974 in Manila erreichte er mit 355 kg (160-195) im Zweikampf einen hervorragenden 4. Platz, wobei er die WM-Bronzemedaille im Zweikampf nur durch das etwas höhere Körpergewicht gegenüber Peter Petzold aus der DDR, der wie er 355 kg hob, verpasste. 1976 nahm er zum vierten Mal an Olympischen Spielen teil. Musste in Montreal aber nach dem Reißen wegen Verletzung aufgeben.
Jaakko Kailajärvi war in den Jahren 1962 bis 1968 stets einer der besten Athleten bei den Welt- und Europameisterschaften im Reißen. Titel in diesen Einzeldisziplinen werden aber erst seit 1969 vergeben. Ab diesem Zeitpunkt gewann er bei der Weltmeisterschaft 1972 und bei der Europameisterschaft 1972 jeweils eine Silbermedaille im Reißen und 1974 eine WM-Bronzemedaille im Reißen.
Nach seiner aktiven Zeit arbeitete Kailajärvi einige Jahre als Cheftrainer im finnischen Gewichtheberverband und hatte auch einige Jahre lang andere Vorstandposten inne. Beim Eishockeyclub Tappara war er außerdem viele Jahre lang Fitness- und Krafttrainer.

## Internationale Erfolge
| Jahr | Platz | Wettbewerb                                      | Gewichtsklasse | |
| 1962 | 3.    | Großer Preis von Moskau                         | Leichtschwer   | mit 407,5 kg (110-137,5-160), hinter Sibirjakow, UdSSR, 442,5 kg u. Jan Bochenek, Polen, 410 kg                                                                            |
| 1962 | 1.    | Nordische Meisterschaft in Stockholm            | Leichtschwer   | mit 415 kg (115-137,5-162,5), vor Persson, Schweden, 375 kg |
| 1962 | 4.    | WM + EM (3.) in Budapest                        | Leichtschwer   | mit 440 kg (122,5-145-172,5), hinter Győző Veres, Ungarn, 460 kg, Thomas Kono, USA, 455 kg u. Géza Tóth, Ungarn, 442,5 kg                                                  |
| 1963 | 1.    | Nordische Meisterschaft in Helsinki             | Leichtschwer   | mit 400 kg (115-130-155), vor F. Aakre, Norwegen, 335 kg |
| 1964 | 5.    | Großer Preis von Paris                          | Mittelschwer   | mit 430 kg (122,5-140-172,5), Sieger: Ireneusz Paliński, Polen, 472,5 kg                                                                                                   |
| 1964 | 9.    | OS in Tokio                                     | Leichtschwer   | mit 435 kg (125-140-170), Sieger: Rudolf Plukfelder, UdSSR, 475 kg, vor Géza Tóth, 467,5 kg                                                                                |
| 1965 | 1.    | Nordische Meisterschaft in Kopenhagen           | Mittelschwer   | mit 430 kg (122,5-137,5-170), vor Ingvar Asp, Schweden, 425 kg |
| 1965 | 2.    | Baltic-Cup in Danzig                            | Mittelschwer   | mit 450 kg (130-145-175), hinter Marek Gołąb, Polen, 455 kg, vor Jouni Kailajärvi, Finnland, 445 kg                                                                        |
| 1965 | 7.    | WM in Teheran                                   | Mittelschwer   | mit 440 kg (125-140-175), Sieger Louis Martin, England, 487,5 kg vor Wladimir Golowanow, UdSSR, 480 kg                                                                     |
| 1968 | 5.    | EM in Leningrad                                 | Mittelschwer   | mit 472,5 kg (140-150-182,6), hinter Jaan Talts, UdSSR, 512,5 kg, Bo Johansson, Schweden, 495 kg, Kaarlo Kangasniemi, Finnland, 490 kg u. Árpád Nemessányi, Ungarn, 475 kg |
| 1968 | 5.    | OS in Mexiko-Stadt                              | Mittelschwer   | hinter Kaarlo Kangasniemi, 517,5 kg, Jaan Talts, 507,5 kg, Marek Gołąb, 495 kg u. Bo Johansson, 492,5 kg                                                                   |
| 1971 | 2.    | Baltic-Cup in Lübeck                            | Mittelschwer   | mit 495 kg (152,5-152,5-190) hinter Wassili Kolotow, UdSSR, 520 kg |
| 1972 | 5.    | EM in Constanța                                 | Mittelschwer   | mit 495 kg (150-155-190), hinter David Rigert, UdSSR, 557,5 kg, Atanas Schopow, 527,5 kg u. Andon Nikolow, 525 kg, bde. Bulgarien u. Karl Arnold, DDR, 520 kg              |
| 1972 | 8.    | OS in München                                   | Mittelschwer   | mit 487,5 kg (150-150-187,5), Sieger: Andon Nikolow, 520 kg vor Atanas Schopow, 517,5 kg                                                                                   |
| 1973 | 1.    | Intern. Turnier in Berlin (Ost)                 | Mittelschwer   | mit 342,5 kg, vor Peter Petzold, DDR, 337,5 kg |
| 1973 | 5.    | EM in Madrid                                    | Mittelschwer   | mit 345 kg (155-190), hinter David Rigert, 367,5 kg, Andon Nikolow, 352,5 kg, Atanas Schopow, 350 kg u. Peter Petzold, 345 kg                                              |
| 1974 | 5.    | EM in Verona                                    | Mittelschwer   | mit 352,5 kg (160-192,5), hinter David Rigert, 385 kg, Andon Nikolow, 385 kg, Serhej Poltorazkyj, UdSSR, 362,5 u. Peter Petzold, 355 kg                                    |
| 1975 | 4.    | WM in Manila                                    | Mittelschwer   | mit 355 kg (160-195), hinter David Rigert, 387,5 kg (172,5-215), Sergei Polorazki, 367,5 kg u. Peter Petzold, 355 kg                                                       |
| 1974 | 2.    | Nordische Meisterschaft in Fredrikstad/Schweden | Mittelschwer   | mit 355 kg, hinter Hans Bettembourg, Schweden, 355 kg |
| 1975 | 1.    | Nordische Meisterschaft in Stockholm            | Mittelschwer   | mit 342,5 kg, vor Gunnar Östby, Norwegen, 317,5 kg |
| 1976 | 7.    | EM in Ost-Berlin                                | Mittelschwer   | mit 342,5 kg (150-192,5), Sieger David Rigert, 397,5 kg, vor Adam Saidulajew, UdSSR, 360 kg                                                                                |
| 1976 | unpl. | OS in Montreal                                  | Mittelschwer   | Aufgabe wegen Verletzung nach 152,5 kg im Reißen |

## Einzelmedaillen
- WM-Silber: 1972/Reißen/Mittelschwer,
- WM-Bronze: 1974/Reißen/Mittelschwer
- EM-Silber: 1972/Reißen/Mittelschwer

## Finnische Meisterschaften
| Jahr | Platz | Gewichtsklasse |                                                                                            |
| 1960 | 1.    | Mittel         | mit 360 kg (100-117,5-142,5), vor Jorma Kailajärvi, 355 kg                                 |
| 1961 | 3.    | Leichtschwer   | mit 380 kg (105-125-150), hinter Kari Nuotio, 30 kg u. Kaarlo Kangasniemi, 380 kg          |
| 1962 | 1.    | Leichtschwer   | mit 412,5 kg (112,5-135-165), vor Kaarlo Kangasniemi, 397,5 kg                             |
| 1963 | 1.    | Leichtschwer   | mit 425 kg (125-140-160), vor Kaarlo Kangasniemi, 420 kg                                   |
| 1964 | 1.    | Leichtschwer   | mit 425 kg (125-130-170), vor Kaarlo Kangasniemi, 402,5 kg                                 |
| 1965 | 3.    | Mittelschwer   | mit 425 kg (120-137,5-167,5), hinter Jouni Kailajärvi, 435 kg u. Veli Karhu, 427,5 kg      |
| 1966 | 1.    | Mittelschwer   | mit 455 kg (135-145-175), vor Jouni Kailajärvi, 447,5 kg                                   |
| 1969 | 3.    | Mittelschwer   | mit 470 kg (135-150-185), hinter Kaarlo Kangasniemi, 512,5 kg u. Kauko Kangasniemi, 485 kg |
| 1971 | 2.    | Mittelschwer   | mit 457,5 kg, hinter Hannu Saarelainen, 477,5 kg                                           |
| 1973 | 1.    | Mittelschwer   | mit 350 kg                                                                                 |
| 1974 | 1.    | Mittelschwer   | mit 340 kg, vor Jouni Kailajärvi, 300 kg                                                   |
| 1975 | 1.    | Mittelschwer   | mit 347,5 kg, vor Aatos Hirvonen, 317,5 kg u. Jouni Kailajärvi, 315 kg                     |

## Weltrekorde (Senioren)
| Datum     | Ort      | Disziplin | Leistung |
| 7.1.1962  | Erajarvi | Reißen    | 143,5 kg |
| 20.9.1962 | Budapest | Reißen    | 146,5 kg |

## Erläuterungen
- alle Wettkämpfe bis 1972 im Olympischen Dreikampf, bestehend aus Drücken, Reißen und Stoßen,
- ab 1973 alle Wettkämpfe im Zweikampf, bestehend aus Reißen und Stoßen,
- OS = Olympische Spiele,
- WM = Weltmeisterschaften,
- EM = Europameisterschaften,
- Mittelgewicht, damals bis 75 kg Körpergewicht,
- Leichtschwergewicht, damals bis 82,5 kg Körpergewicht,
- Mittelschwergewicht, damals bis 90 kg Körpergewicht